# Пеннант, Джермейн
Джермен Ллойд Пеннант (англ. Jermaine Lloyd Pennant; 15 января 1983, Ноттингем) — английский футболист, полузащитник. Пеннант играл на позиции правого полузащитника, его отличали высокая скорость и хороший дриблинг. Выступал за клубы «Ноттс Каунти», «Арсенал», «Уотфорд», «Лидс Юнайтед» «Бирмингем Сити», «Ливерпуль», «Портсмут», «Реал Сарагоса», «Сток Сити», «Вулверхэмптон Уондерерс», «Пуна Сити», «Уиган» и «Тампинс Роверс».

## Биография
Джермейн Пеннант родился в Ноттингеме, Англия. Его отец ямайского происхождения, а мать — британка. Его отец Гари был полупрофессиональным футболистом который вдохновил Пеннанта играть в футбол. Когда Пеннанту было три года его мать покинула семью.

## Карьера
7 мая 2003 года 20-летний Пеннант забил 3 мяча за «Арсенал» в ворота «Саутгемптона» в матче английской Премьер-лиги (6:1).
14 мая 2009 года Пеннант, находившийся в аренде в «Портсмуте», сообщил, что, хотя его постоянное соглашение с «Ливерпулем» истекает в конце сезона, и он открыт для переговоров по продолжению своей карьеры в другом клубе, конкретных предложений, в том числе от «помпи» ему всё ещё не поступало.
В конечном итоге Пеннант перешёл в качестве свободного агента в «Сарагосу», подписав 10 июля с испанским клубом контракт на три года.
31 августа 2010 года, в последний день летнего трансферного окна, Пеннант согласился 4-месячную аренду клубом премьер-лиги «Сток Сити». Пеннант дебютировал за Сток выйдя на замену в игре Гончаров дома против «Астон Виллы» 13 сентября 2010. Менеджер Тони Пулис заявил, что он будет надеяться, на покупку Пеннанта в январское трансферное окно. Пеннант также выразил желание остаться в Сток после окончания аренды.
Пеннант присоединился к «Сток Сити» на постоянной основе 29 декабря 2010 и подписал контракт на два с половиной года с первоначальным взносом в £ 1 725 000, которые могут в конечном итоге повыситься в будущем до £ 2,8 млн.

 Я думаю, каждый знает о моих чувствах в отношении клуба. Болельщики, игроки и управление были абсолютно фантастическими все 4 месяца, и я отчаянно хотел остаться здесь, потому что я влюбился в Сток. Я знаю, что здесь я всего несколько месяцев, но я действительно чувствую, будто был здесь в течение многих лет. Атмосфера вокруг места является блестящей, поэтому я с нетерпением жду того, что я останусь здесь в Сток и лучшей лиге мира на длительный срок. 
В январе 2016 года Пеннант подписал однолетний контракт с сингапурским клубом «Тампинс Роверс». Пеннант стал самым высокооплачиваемым игроком в истории сингапурской лиги.
10 февраля 2018 года Пеннант покинул «Биллерики Таун», оказавшись вовлеченным в секс-скандал. Супруга футболиста Элис Гудвин в интернете проводила приватные интимные онлайн-встречи на сайтах для взрослых за 6 фунтов в минуту, и футболист принял участие в одной из них. Издание The Sun определило это по татуировке на руке англичанина, который присутствовал рядом с женой во время онлайн-свидания порнографического характера.

## Достижения
«Арсенал» (Лондон)
- Обладатель Суперкубка Англии: 2004

«Ливерпуль»
- Обладатель Суперкубка Англии: 2006
- Финалист Лиги чемпионов: 2006/07

«Сток Сити»
- Финалист Кубка Англии: 2010/11